# Birklingen
Birklingen  (fränkisch: Bärgli) ist ein Gemeindeteil der Stadt Iphofen im unterfränkischen Landkreis Kitzingen in Bayern. Die Gemarkung Birklingen hat eine Fläche von 2,836 km². Sie ist in 240 Flurstücke aufgeteilt, die eine durchschnittliche Flurstücksfläche von 11818,32 m² haben.

## Geografische Lage
Das Kirchdorf liegt im äußersten Nordosten des Iphöfer Stadtgebietes am Fuße des Roßberges, einer mit 477 m markanten Erhebung im Steigerwald. Im Norden beginnt das Gebiet der Gemeinde Castell, der Osten, Südosten und Süden werden vom Landkreis Neustadt an der Aisch-Bad Windsheim eingenommen. Südwestlich beginnt die Marktgemeinde Einersheim, die weit in das Gebiet Iphofens hineinragt. Im Westen erstreckt sich die Stadt Iphofen. Auf halber Strecke zwischen Iphofen und Birklingen ist die sogenannte Bildeiche zu finden. Daneben hat die Gemarkung Birklingen Anteil am Naturschutzgebiet Schloßbergsattel bei Markt Einersheim.
Die Bundesstraße 286 führt nach Castell (3,3 km nördlich) bzw. nach Ziegenbach (1,9 km südöstlich). Die Kreisstraße KT 19 führt nach Iphofen zur Bundesstraße 8 (6,6 km westlich). Durch Birklingen verläuft der Fränkische Marienweg.

## Geschichte
Die Bedeutung des Ortsnamens Birklingen ist umstritten. In der Literatur werden mehrere Interpretationsmöglichkeiten erwähnt. Recht unwahrscheinlich ist, dass sich der Name von einem Personennamen des 9. Jahrhunderts, also von „bei den Leuten des Birkilo“ ableitet. Wahrscheinlich ist die Herleitung vom mittelhochdeutschen Wort für junge Birke, birkel. Birklingen wäre als Ort zu deuten, wo junge Birken standen und zu übersetzen mit „bei den Leuten, die an jungen Birken wohnen“. Vielleicht handelte es sich auch um eine Klinge, ein von Birken bewachsenes Tal.
Im Jahr 1159 wurde Birklingen erstmals schriftlich erwähnt. Damals bezeugte in einer Urkunde des Bischofs von Würzburg ein „Cunrad de Birclingen“. 1244 erhielt das Benediktinerinnenkloster Kitzingen den Zehnt des Dorfes von den Grafen zu Castell zurück. Im Jahr 1316 kam das Dorf mit Vogtei, Gericht und allen Gülten von Albrecht von Hohenlohe und der Witwe Hedwig zu Castell an das Nürnberger Deutschordenshaus. 1341 wurde das Dorf „Bircklingen“ genannt.
Während des weiteren Mittelalters folgten häufig wechselnde Herrschaften. So ist im Jahr 1346 Arnold von Seckendorff in Birklingen nachgewiesen. Am 15. Oktober 1404 erwarb Hans Zollner von Hellmitzheim das Dorf bis auf eine Hube. 1423 vermachte Elsbeth von Thüngen dem Spital St. Johannes in Iphofen das Dorf. Auf das Jahr 1452 datieren die ersten Erwähnungen einer Pfarrei in dem Dorf „Birckling“. Sie soll schon lange Zeit unabhängig von Iphofen gewesen sein.
Der Würzburger Fürstbischof Johann von Grumbach ließ im Jahr 1459 die Augustinerchorherren im Ort ansiedeln, sie sollten die im 15. Jahrhundert aufblühende Wallfahrt in Birklingen betreuen. Im Jahr 1464 erwarben die Chorherren das Dorf. Nach dem Bauernkrieg des Jahres 1525 wurde das Kloster 1546 aufgelöst. Daraufhin erhielt das Hochstift Würzburg den Ort. Zeitweise wurde er zu dieser Zeit „Pirckling“ genannt.
Nachdem das Chorherrenstift bereits einige Zeit nicht mehr existiert hatte, setzte sich zeitweise der Dorfname „Closter Bircklingen“ durch. Im 18. Jahrhundert war Birklingen einige Zeit eine Wüstung, bevor es unter Bischof Franz Ludwig von Erthal als Einzelhof wiederaufgebaut wurde. So nannte man es bis ins 19. Jahrhundert „Neu-Birklingen“. Der Hof war bis 1937 Teil eines Gutsbetriebes, der neben Birklingen aus dem Neubauhof und dem Josephshof bestand. Die Bayerische Landessiedlung baute den Ort zu drei Hofstellen aus und siedelte Bauern aus dem Schwarzwald hier an.
Im Rahmen des Gemeindeedikts (frühes 19. Jahrhundert) wurde Birklingen dem Steuerdistrikt Iphofen und der Ruralgemeinde Ziegenbach zugewiesen. Spätestens 1837 kam Birklingen an die Gemeinde Oberscheinfeld. Vor 1846 entstand die Gemeinde Birklingen. Sie unterstand in Verwaltung und Gerichtsbarkeit dem Landgericht Markt Bibart und in der Finanzverwaltung dem Rentamt Iphofen. Ab 1862 gehörte Birklingen zum neu geschaffenen Bezirksamt Scheinfeld (1939 in Landkreis Scheinfeld umbenannt). In der Finanzverwaltung war ab 1879 das Rentamt Markt Bibart zuständig (1919 in Finanzamt Markt Bibart umbenannt), seit 1929 ist es das Finanzamt Kitzingen. Die Gerichtsbarkeit blieb beim Landgericht Markt Bibart, mit dessen Auflösung kam sie 1879 an das Amtsgericht Scheinfeld. Die Gemeinde Nenzenheim hatte 1964 eine Gebietsfläche von 2,884 km².

### Einwohnerentwicklung
| Jahr      | 1818   | 1840   | 1852   | 1855   | 1861   | 1867   | 1871   | 1875   | 1880   | 1885   | 1890   | 1895   | 1900   | 1905   | 1910   | 1919   | 1925   | 1933   | 1939   | 1946   | 1950   | 1952   | 1961   | 1970   | 1987   | 2013  |
| Einwohner | 98     | 102    | 111    | 115    | 131    | 115    | 126    | 130    | 130    | 115    | 109    | 104    | 103    | 97     | 100    | 87     | 98     | 101    | 76     | 112    | 110    | 93     | 110    | 88     | 60     | 56    |
| Häuser    | 15     | 19     |        |        |        |        | 20     |        |        | 21     | 20     |        | 21     |        |        |        | 20     |        |        |        | 18     |        | 21     |        | 18     |       |
| Quelle    | [ 11 ] | [ 14 ] | [ 17 ] | [ 17 ] | [ 18 ] | [ 19 ] | [ 20 ] | [ 21 ] | [ 22 ] | [ 23 ] | [ 24 ] | [ 17 ] | [ 25 ] | [ 17 ] | [ 26 ] | [ 17 ] | [ 27 ] | [ 17 ] | [ 17 ] | [ 17 ] | [ 28 ] | [ 17 ] | [ 15 ] | [ 29 ] | [ 30 ] | [ 2 ] |

## Kultur und Sehenswürdigkeiten

### Baudenkmäler

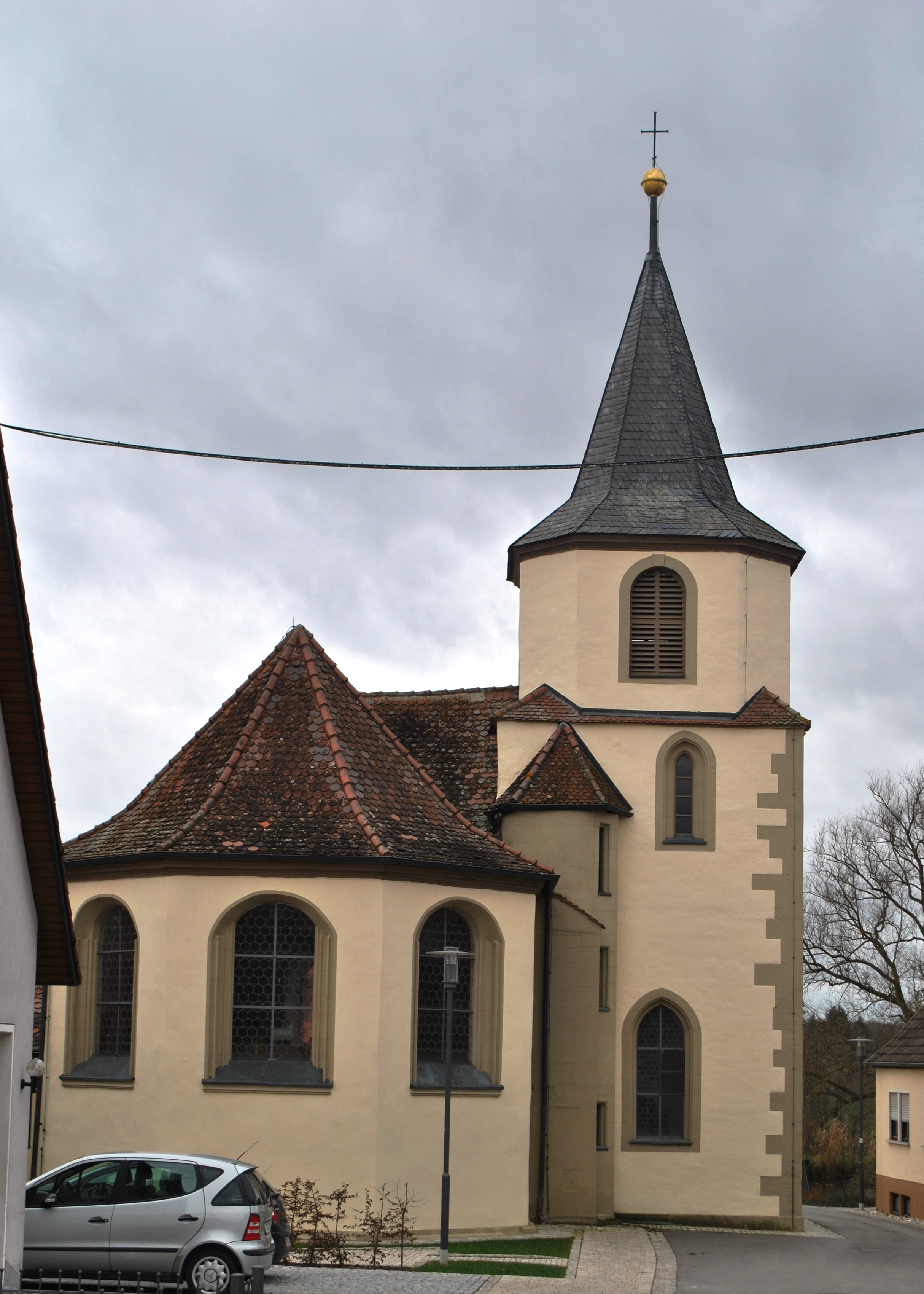
Die Filialkirche St. Maria

In Birklingen gibt es fünf Baudenkmäler:
- Die katholische Filialkirche ist der heiligen Maria geweiht. Ursprünglich entstand das Gotteshaus wegen eines wundertätigen Vesperbildes, das sich heute in der St.-Vitus-Kirche Iphofen befindet. Eine Wallfahrt zog schnell Pilger nach Birklingen, die Errichtung des Augustinerchorherrenstiftes war die Folge. In den Jahren 1458 bis 1463 entstanden Chor und Turm, danach ging man an die Erbauung des Langhauses, welches 1506 fertiggestellt war. Nachdem das Gotteshaus im Deutschen Bauernkrieg zerstört worden war, forcierte Bischof Julius Echter den Wiederaufbau als kleinere Kapelle. Wiederum wurde die Kirche 1789 bis 1794[32] nach den Plänen des Johann Michael Fischer umgebaut. Der noch bestehende Hochaltar entstand  im Jahr 1794. Ältestes Teil der Ausstattung ist eine spätgotische Madonnenfigur.
- Neben der Kirche haben sich Reste des Chorherrenstifts erhalten. Aus der Mitte des 15. Jahrhunderts stammen die Reste des ehemaligen Konventgebäudes, dessen Grundmauern teilweise noch vorhanden sind. Außerdem sind noch einige Wirtschaftsgebäude vorhanden.
- Am Weg nach Birklingen stand ab 1715 eine kleine, der heiligen Dreifaltigkeit gewidmete Kapelle, die für die Pilger errichtet worden war.
- Bildeiche mit Gemälde der 14 Nothelfer und eines Schafhirten.

### Sagen

#### Der Dorfsee
Mehrere Sagen haben den großen Dorfsee zum Thema. Eines Tages hackten zwei Nachbarn auf ihren Äckern in der Nähe des Sees ihre Runkelrüben. Als das Angelusläuten der Dorfkirche erschall, beteten die beiden auf ihren Feldern. Während sie beteten, tauchte plötzlich ein kleines Männchen neben ihnen auf. Es sagte: „Oh, wie dumm seid ihr doch, dass ihr euch noch so plagen müsst! Da drunten im See liegt so viel Geld, dass ihr euch nie mehr plagen müsstet.“
Die Männer zweifelten aber an der Aussage des Männleins und widersprachen ihm laut. Da war es plötzlich verschwunden und konnte den genauen Ort, wo der Schatz zu finden sei, nicht mehr erklären. Die Sage besitzt vielleicht einen wahren Kern. So sollen die Birklinger ihre Kirchenglocke im See versenkt haben, als das Dorf im Dreißigjährigen Krieg von den Schweden bedroht wurde. Die Glocke soll heute noch zu bestimmten Zeiten läuten.

#### Das Marienbild
Eine weitere Birklinger Sage verweist auf die Gründungsgeschichte des Augustiner-Chorherrenklosters, das lange Zeit die Geschichte des Dorfes prägte. Im 15. Jahrhundert soll in einem Baum ein Marienbild gefunden worden sein, das bald darauf Wunder wirkte. Die Pietà zog auch bald Wallfahrer an. Während des Dreißigjährigen Krieges verschwand das Bild auf wundersame Weise und wurde erst im Jahr 1700 im Inneren der Birklinger Kapelle wiedergefunden. Dann brachte man es nach Iphofen.
In Iphofen blieb das Marienbild allerdings nicht lange. Denn bereits am Tag nach seiner Übertragung in die nahe Stadt war das Bild wieder nach Birklingen zurückgekehrt. Eine zweite Versetzung hatte ebenfalls keinen Erfolg. Daraufhin schworen die Iphöfer jährlich am 8. September eine Bittprozession nach Birklingen abzuhalten. Nach dem Schwur blieb das Marienbild in Iphofen. Eigentlich wurde die Prozession von den Iphöfern wegen der Pest ausgelobt.